# Liste der IBU-Junior-Cup-Orte
Die Liste der IBU-Junior-Cup-Orte enthält alle Veranstaltungsorte des IBU-Junior-Cups seit der ersten Austragung in der Saison 2015/16. Der Junior-Cup wird von der Internationalen Biathlon-Union (IBU) organisiert. Die Juniorenweltmeisterschaften und die offenen Junioreneuropameisterschaften gehören zum Cup dazu. Bisher wurden an insgesamt 21 Orten Junior-Cup-Rennen veranstaltet.

## Erklärung
- Austragungsort: Nennt den Ort des Junior-Cups.
- Land: Nennt das Gastgeberland.
- Stadion: Nennt das Stadion, in dem die Veranstaltung ausgerichtet wurde.
- Saisons: Nennt die Saisons, in denen ein Junior-Cup ausgetragen wurde.

## IBU-Junior-Cup
| Austragungsort       | Land               | Stadion                                     | Saisons                                                          |
| -------------------- | ------------------ | ------------------------------------------- | ---------------------------------------------------------------- |
| Altenberg            | Deutschland        | Sparkassen-Arena Altenberg                  | JEM 2025                                                         |
| Arber                | Deutschland        | Hohenzollern Skistadion                     | 2019/20, JWM 2026                                                |
| Cheile Grădiștei     | Rumänien           | Cheile Grădiștei Fundata                    | JWM 2016                                                         |
| Goms                 | Schweiz            | Nordisches Zentrum Goms                     | 2024/25, 2025/26, 2027/28                                        |
| Haanja               | Estland            | Haanja Puhke- ja Spordikeskus               | 2022/23                                                          |
| Hochfilzen           | Österreich         | Langlauf- und Biathlonzentrum Hochfilzen    | 2016/17, JEM 2020                                                |
| Imatra               | Finnland           | Ukonniemi-Stadion                           | JEM 2026, 2027/28                                                |
| Jakuszyce            | Polen              | Polana Jakuszycka                           | 2023/24 (2), 2024/25, JWM 2027                                   |
| Lenzerheide          | Schweiz            | Roland Arena                                | 2015/16, 2016/17, 2018/19, JWM 2020                              |
| Les Rousses          | Frankreich         | Stade nordique des Tuffes                   | 2018/19                                                          |
| Madona               | Lettland           | Smeceres sils                               | JEM 2023, 2025/26, 2026/27                                       |
| Martell              | Italien            | Biathlonzentrum Martelltal                  | 2015/16, 2019/20, 2021/22 (2), 2022/23, 2025/26                  |
| Notschrei            | Deutschland        | Nordic-Center Notschrei                     | 2027/28                                                          |
| Nové Město na Moravě | Tschechien         | Vysočina Arena                              | JEM 2017, 2017/18                                                |
| Obertilliach         | Österreich         | Langlauf- und Biathlonzentrum Osttirol      | 2015/16, 2017/18, JWM 2021, 2022/23                              |
| Osrblie              | Slowakei           | Národné biatlonové centrum Osrblie          | JWM 2017, JWM 2019, 2026/27                                      |
| Östersund            | Schweden           | Östersunds skidstadion                      | JWM 2025                                                         |
| Otepää               | Estland            | Tehvandi spordikeskus                       | JWM 2018, JWM 2024                                               |
| Pokljuka             | Slowenien          | Biatlonski stadion Pokljuka                 | JEM 2016, 2016/17, JEM 2018, 2019/20, 2021/22, JEM 2022, 2023/24 |
| Ridnaun              | Italien            | Biathlon-Trainingszentrum Ridnaun           | 2017/18, 2023/24, 2024/25, 2026/27, JWM 2028                     |
| Schtschutschinsk     | Kasachstan         | Nationales Skisportzentrum Schtschutschinsk | JWM 2023                                                         |
| Sjusjøen             | Norwegen           | Sjusjøen Skistadion Natrudstilen            | 2018/19, JEM 2019                                                |
| Soldier Hollow       | Vereinigte Staaten | Soldier Hollow Nordic Center                | JWM 2022                                                         |